# Ерік
Ерік (нім. Erik, англ. Eric, також іноді Erick та Eirik) — чоловіче ім'я, а також прізвище північно-германського (скандинавського) походження. Жіноча форма імені — Еріка.

## Відомі носії

### Історичні особи
- Ерік Рудий — норвезький вікінг, першовідкривач Гренландії
- Ерік Померанський —король Норвегії
- Ерік VI Сегерселль — король Швеції
- Ерік ІХ «Святий» — король Швеції
- Ерік X — король Швеції

### Сучасники
- Ерік Вальтер Ельст — бельгійський астроном
- Ерік Гамрен — шведський футбольний тренер
- Ерік Ґей — канадський гірськолижник
- Ерік Карр'єр — французький футболіст
- Ерік Кендел — американський фізіолог, Лауреат Нобелівської премії
- Ерік Корнелл — американський фізик, лауреат Нобелівської премії
- Ерік Максім Шупо-Мотінг — німецько-камерунський футболіст